# Piotr Tkatchev
Pour les articles homonymes, voir Tkatchev.
Piotr Nikititch Tkatchev (en russe : Пётр Ники́тич Ткачёв), ou Pierre Tkatchev, né le 29 juin 1844 (11 juillet dans le calendrier grégorien)  et mort le 4 janvier 1886 à Paris est un écrivain russe, critique et théoricien révolutionnaire, à l'origine de principes révolutionnaires qui auraient été développés et mis en œuvre par Vladimir Lénine. Bien que Tkatchev ait parfois été décrit comme « le premier bolchevique », il n'est pas en bonne place dans le panthéon de l'Union soviétique.

## Biographie

### L'étudiant et le publiciste
Piotr Tkatchev est né en 1844 dans une famille de petite noblesse, dans le village de Sivistov, situé à l'époque dans le gouvernement de Pskov. Sa sœur Aleksandra Annenskaïa était une écrivaine pour adolescents.
Il fait ses études secondaires au gymnase n°2 de Saint-Pétersbourg, puis entre à la faculté de droit de l'université de Saint-Pétersbourg en 1861. Cette même année, il prend part à une série de manifestations étudiantes. Arrêté par la police lors d'une émeute le 11 octobre 1861 et emprisonné dans la forteresse de Kronstadt, il découvre la philosophie politique radicale russe par l'intermédiaire d'autres détenus,. Il est renvoyé de l'université et exilé administrativement dans le gouvernement de Pskov, dans la propriété de sa mère, où il se prépare aux examens d'État, qu'il passe en 1862 à son retour à Saint-Pétersbourg.
Le 17 novembre 1862, il est arrêté une deuxième fois dans le cadre dans l'affaire de l'étudiant Olchevski et emprisonné dans la forteresse Pierre et Paul, mais est bientôt libéré. Fin 1864, le Sénat déclare non fondée l'accusation de complicité avec Olchevski, mais condamne néanmoins Tkatchev à une peine de prison de 3 mois pour un pamphlet « scandaleux » intitulé Ce dont le peuple a besoin,,.
Il publie à partir de 1862, notamment dans les journaux Vremia (où parait son premier article, consacré aux atteintes à la liberté de la presse), Epokha, Delo, Rousskoïe Slovo et dans la Bibliothèque pour la lecture (Библиотека для Чтения) de Piotr Boborykine.
Le 26 mars 1869, Tkatchev est arrêté une troisième fois pour participation à la conspiration de Serge Netchaïev. Il considéré comme l'auteur de la proclamation À la société qui en est le manifeste. Après deux ans d'emprisonnement provisoire, il est condamné à 2 ans de forteresse. Après sa libération, au début de 1873, il est exilé administrativement à Velikie Louki. Il continue à publier, mais sous des pseudonymes.

### L'exil
Fin 1873, dans l'impossibilité de développer ses idées dans la presse légale, Tkatchev s'exile à l'étranger, à Genève. Il a collabore d'abord au journal Vpered ! (ru) mais il arrête cette coopération en raison de divergences avec Piotr Lavrov, rédacteur en chef du journal, qu'il critique vertement dans un pamphlet. En novembre 1875, il fonde son propre organe, Nabat (ru), en collaboration avec Tourski (ru), Lakier, Grigoriev et Moltchanov.
Il s'écarte alors des Narodniki, et critique alors violemment ce mouvement qui avait conduit des milliers d'étudiants et de populistes à se rendre dans des villages de paysans pour vivre parmi eux. Il préconise donc un coup d'État, une prise de pouvoir par une avant-garde révolutionnaire.
Il écrit alors : « C'est pourquoi nous ne pouvons pas attendre. C'est pourquoi nous prétendons qu'une révolution est indispensable, et indispensable maintenant, en ce moment même, Nous ne pouvons pas permettre le report. C'est maintenant - peut-être très bientôt - ou jamais ».

### Dernières années
À l'automne 1880, Tkatchev tente de transférer l'édition de Nabat à Saint-Pétersbourg, mais le matériel d'imprimerie est saisi à son arrivée. La publication de "Nabat", qui n'était plus soutenue par ses quelques partisans, cesse. Tkatchev, qui a perdu tout relai parmi les révolutionnaires, s'installe à Paris.
Il y tombe gravement malade en 1882, et passe les dernières années dans l'hôpital psychiatrique de Saint-Anne. Il meurt le 23 décembre 1885 (4 janvier 1886 dans le calendrier grégorien) à l'âge de 41 ans.

## Publications et idées politiques

### Avant l'exil
La plupart des articles de Tkatchev sont des critiques d'ouvrages, mais il y accorde plus d'attention à l'analyse des phénomènes sociaux traités par l'œuvre qu'à sa forme. Il fait l'éloge du roman de Nikolaï Tchernychevski Que faire ?, l'appelant « l'évangile du mouvement ». Il travaille également sur les statistiques économiques et démographiques, qu'il exploite avec habilité, malgré l'extrême rareté des données de l'époque.
Ces textes sont inspirés par l'idée que tous les aspects de la vie sociale, le droit, la moralité, la culture et les dérèglements de la vie humaine sont déterminés par les aspects économiques et sociaux ; il nie « l'harmonie des intérêts » prêchée par les économistes classiques, et soutient que le principe qui domine dans la vie économique est celui de l'exploitation du faible par le fort. Il est considéré comme un partisan et le premier à avoir fait mention en Russie des enseignements de Karl Marx, mais avec une présentation simplifiée de sa doctrine.
Il croit au processus historique de développement conduisant à un avenir meilleur pour l'humanité, et voit dans les hérauts de la littérature et les partisans de tels idéaux les « hommes du futur ». Il polémique avec ses adversaires avec dureté et intolérance et passion.

### DansNabat
Les positions prises dans "Nabat", par Tkatchev tranchent avec les autres tendances révolutionnaireq russes des années 70, et lui valent le surnom de « jacobin russe ». Il était partisan de la prise du pouvoir, du contrôle de l'État et de l'application d'un programme révolutionnaire. Il se différencie ainsi de Mikhaïl Bakounine, qui, en tant qu'anarchiste, rejetait tout État et tout pouvoir, et de Piotr Lavrov, qui prônait des modes d'action modérés.
Il prône un socialisme remplaçant la communauté paysanne par la commune, la création d'institutions prenant en charge les échanges, la socialisation des instruments de production par l'éducation sociale, la fin du pouvoir parental, le développement de l'autonomie communale et la disparition progressive du gouvernement central.
Il y soutient aussi qu'en l'absence d'une révolution populaire et paysanne, les révolutionnaires devraient se soulever et vaincre un gouvernement tyrannique,. Seule l'instauration d'une dictature révolutionnaire par la prise du pouvoir peut permettre d'assurer les conditions politiques d'une transition vers le socialisme. Il considère que le moment était venu pour la prise du pouvoir et que cela devait être fait le plus tôt possible tant qu'aucune force sociale n'était prête à se ranger du côté du gouvernement, comme ce serait le cas plus tard avec le développement de la bourgeoisie et du capitalisme.
Il revient ainsi aux méthodes jacobines des coups d'État, du complot et du terrorisme au nom du peuple. Les succès de la terreur en Russie et le virage politique brutal à la fin des années 70 lui donnent plus d'audience, mais ses articles sont violents et simplifiés à l'extrême, et son influence sur le mouvement révolutionnaire russe reste faible.

## Filiation, postérité et critique
L'historien Andrzej Walicki (en) a soutenu que la forme de déterminisme économique adoptée par Tkatchev différait considérablement du matérialisme historique développé par Karl Marx et Friedrich Engels, déclarant : « Ce « matérialisme économique » spécifique de Tkachev n'équivalait pas au marxisme ; mélange de certains éléments du marxisme avec un utilitarisme plutôt primitif, exagérant grossièrement le rôle de la motivation économique directe dans le comportement individuel ».
Tkatchev était un partisan d'un parti révolutionnaire étroitement organisé. Sa vision du processus révolutionnaire était proche de celle du mouvement blanquiste français, bien que peut-être pas directement influencée par lui. Dans un hommage à Blanqui, qui ne put être prononcé à l'occasion de sa mort mais qui fut publié dans Ni Dieu, ni maître le 9 janvier 1881, il reconnait une dette des révolutionnaires russes envers celui-ci : « Oui, il était notre inspirateur et notre modèle dans le grand art du complot ».
Orlando Figes a affirmé que Lénine devait plus à Tkatchev qu'à tout autre théoricien russe : l''idée d'une avant-garde révolutionnaire était au premier rang des idées que Tkachev épousa et qui influencèrent le développement de la philosophie politique de Lénine. Cela a permis la précipitation d'une révolution par l'action politique.
Selon Figes, les écrits de Tkatchev ont également marqué « un tournant décisif », établissant un pont entre le jacobinisme de Netchaïev, la « tradition classique de la Terre et de la Liberté » des populistes et la tradition marxiste de Lénine.
Hal Draper avait argumenté contre ce point de vue, soulignant que Tkatchev n'est mentionné qu'une poignée de fois dans les écrits de Lénine et la seule référence significative à lui dans Que faire ? est négative,.
Friedrich Engels a également contesté Tkatchev et ses idées sur le développement russe.